# Marcelo Trobbiani
Marcelo Antonio Trobbiani Ughetto (Casilda, 17 febbraio 1955) è un allenatore di calcio ed ex calciatore argentino, Campione del Mondo con la Nazionale argentina nel 1986.

## Carriera

### Club
Di origini italiane (marchigiane e piemontesi), centrocampista offensivo, Trobbiani era una stella delle giovanili del Boca Juniors nei primi anni settanta.
Nel 1975 fa parte del centrocampo del Boca con Benítez, Suñé e Potente. Nel 1976 viene venduto all'Elche, in Spagna. Nell'estate del 1980 si trasferisce al Real Saragozza, tuttavia, l'esperienza di Trobbiani con la squadra aragonese non è positiva e viene ceduto nella sessione invernale di calciomercato. Torna così al Boca Juniors all'inizio del 1981.
A metà 1982 si trasferisce all'Estudiantes de La Plata di Carlos Bilardo, che lo schiera come elemento di raccordo tra il centrocampo (con Russo, Ponce e Sabella) e l'attacco.
Prima del ritiro gioca con i cileni del Cobreloa, in Ecuador, nelle file del Barcelona SC, e infine in patria, nel Talleres de Córdoba.

### Nazionale
Debutta nel 1973. Vince una Coppa del Mondo, quella di Messico 1986.

### Allenatore
Ha allenato l'Universitario de Deportes, squadra del Perù, fino al 2004. Nel 2007 è stato assistente di Miguel Ángel Russo sulla panchina del Boca.

## Palmarès

### Club

#### Competizioni nazionali
- Campionato argentino: 1

Estudiantes: 1982
- Campionato Metropolitano: 2

Boca Juniors: 1976
Boca Juniors: 1981

### Nazionale
- Campionato mondiale: 1

Messico 1986